# Neerlandeses
Os neerlandeses (em neerlandês:  Nederlanders ou Nederlandse volk), também popularmente denomidados holandeses, são um um grupo étnico que habita os Países Baixos, um país na Europa Central. Eles possuem uma cultura e ancestralidade em comum.

## Definição

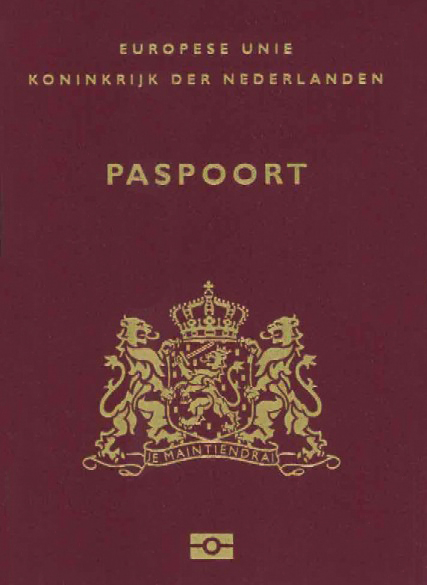
Passaporte do Reino dos Países Baixos.

O Governo dos Países Baixos utiliza o critério jus sanguinis para determinar a nacionalidade de uma pessoa. O país atribui automaticamente a nacionalidade neerlandesa à uma pessoa desde o seu nascimento, se um de seus pais for neerlandês.
Ex-neerlandeses podem solicitar a nacionalidade neerlandesa, fazendo um pedido no orgão governamental IND. Já os neerlandeses que perderam a nacionalidade podem iniciar o processo de naturalização para obter a nacionalidade de volta.
Por meio do processo de naturalização, um cidadão estrangeiro pode adquirir voluntariamente a nacionalidade neerlandesa. Também é possível adquirir a nacionalidade neerlandesa, desde que cidadãos estrangeiros residam de forma legal nos Países Baixos durante um período mínimo de cinco anos.

## Origens

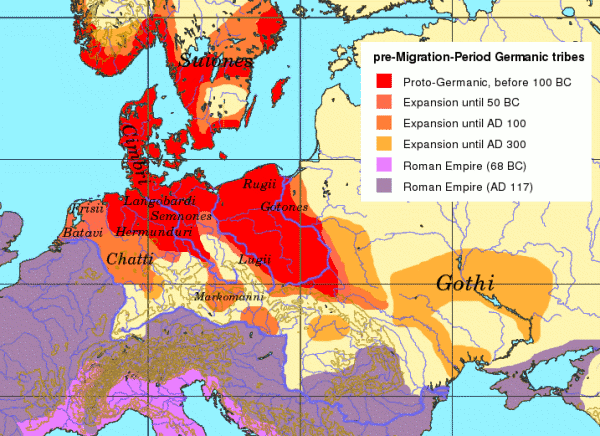
Desde 660 a.C. o território dos Países Baixos era habitado por diversos tribos germânicas, tais como os Batavos e Frísios.

Os neerlandeses são um povo de origem germânica ocidental que habita o norte do continente europeu. Elem podem ser subdividos em Francos, Frísios e Saxões. Trata-se de um grupo falante das línguas frísia e neerlandesa.
Entre os ancestrais dos neerlandeses encontram-se também diversas tribos germânicas, tais como os Batavos, Frísios, Caninefates, entre outros, que habitavam o território dos Países Baixos antes e durante a chegada dos Romanos.
Um estudo genético de 2008 (denominado O Genoma dos Países Baixos) com 205 estudantes espalhados pelo país, revelou os seguintes dados de amostragem:
- 77,5% entrou na Europa Ocidental como caçador-coletor durante o período histórico Paleolítico;[16][15]
- 20% entrou no território atual dos Países Baixos como agricultor durante o período histórico Neolítico;[16][15]
- 2,5% entrou no país como imigrante.[16][15]

## Características físicas

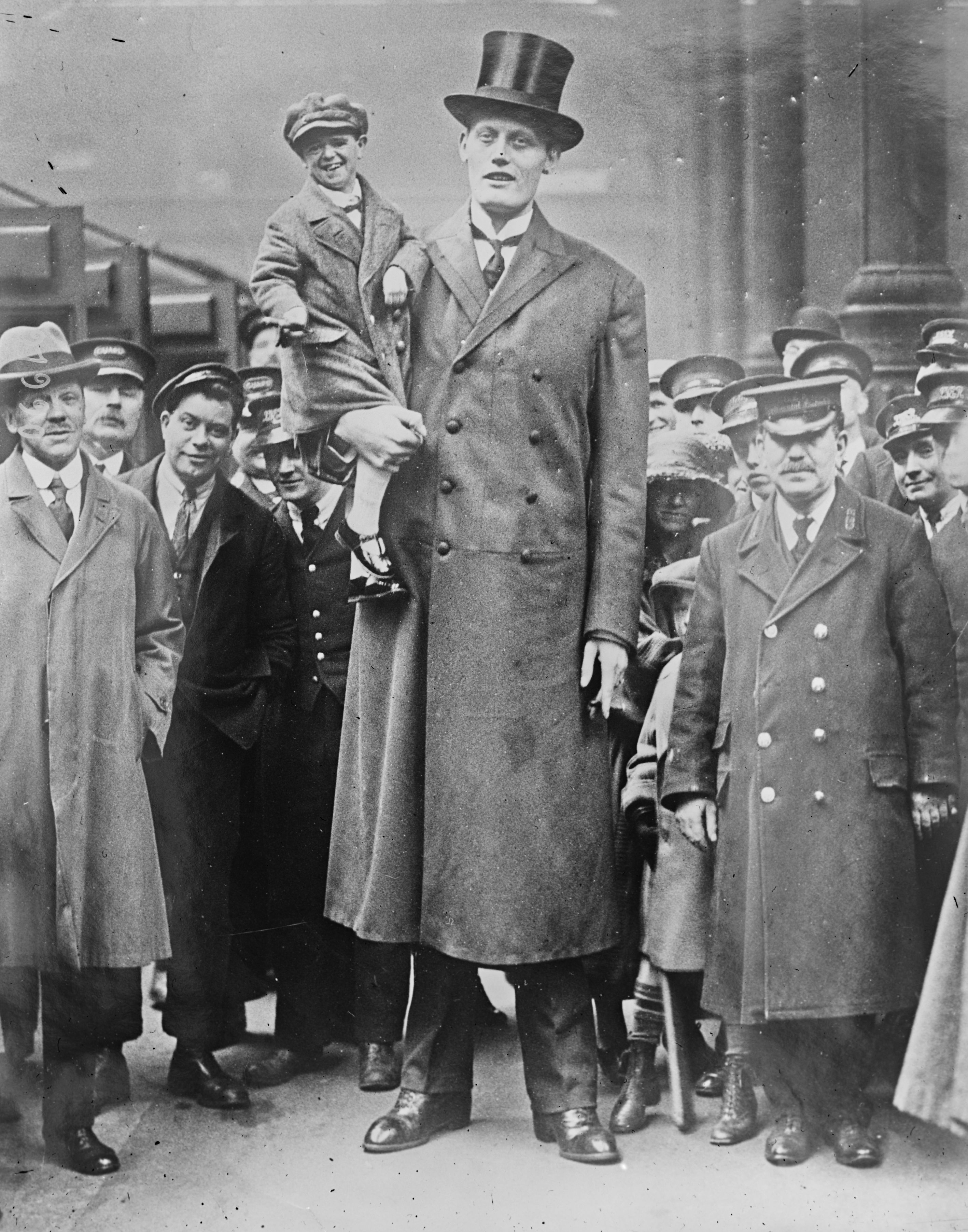
Albert Kramer segurando seu cunhado Josef Fässler em seu braço, na Estação de Liverpool, 1924

Os neerlandeses são considerados um dos povos mais altos do mundo. A mulher neerlandesa tem, em média, 1,71 m, e o homem, 1,84 m de altura.
Com 2,42 metros de altura, o amsterdamês Albert Johan Kramer (1897–1976), é considerado o homem neerlandês mais alto de todos os tempos.

## Genética
Os maiores padrões de variação genética humana na Holanda mostram fortes correlações com a geografia e distinguem entre: (1) Norte e Sul; (2) Leste e Oeste; e (3) a banda média e o resto do país. A distribuição de variantes de genes para cor dos olhos, metabolismo, processos cerebrais, altura corporal e sistema imunológico mostram diferenças entre essas regiões que refletem as pressões de seleção evolutiva.
As maiores diferenças genéticas na Holanda são observadas entre o Norte e o Sul (com os três principais rios – Rijn, Waal, Maas – como fronteira), com o Randstad mostrando uma mistura dessas duas origens ancestrais. O clino Norte-Sul europeu correlaciona-se fortemente com este clino Norte-Sul holandês e apresenta várias outras semelhanças, como uma correlação com a altura (sendo o Norte mais alto em média), a cor dos olhos azul/castanho (com o Norte tendo mais olhos azuis), e homozigose em todo o genoma (com o Norte tendo níveis mais baixos de homozigose). A correlação com a homozigosidade em todo o genoma provavelmente reflete o efeito fundador serial que foi iniciado com as antigas migrações sucessivas para fora da África. Isso não significa necessariamente que esses eventos (migração para o norte e pressões de seleção evolutiva) ocorreram dentro das fronteiras da Holanda; também pode ser que os europeus do sul tenham migrado mais para o sul da Holanda e/ou os europeus do norte mais para as partes do norte.
As diferenças Norte-Sul provavelmente foram mantidas pela segregação relativamente forte do Sul católico e do Norte protestante durante os últimos séculos. Durante os últimos 50 anos, houve um grande aumento de indivíduos não religiosos na Holanda. Seus cônjuges são mais propensos a vir de um fundo genético diferente daqueles de indivíduos religiosos, fazendo com que indivíduos não religiosos mostrem níveis mais baixos de homozigose genômica do que católicos ou protestantes.

## Distribuição geográfica

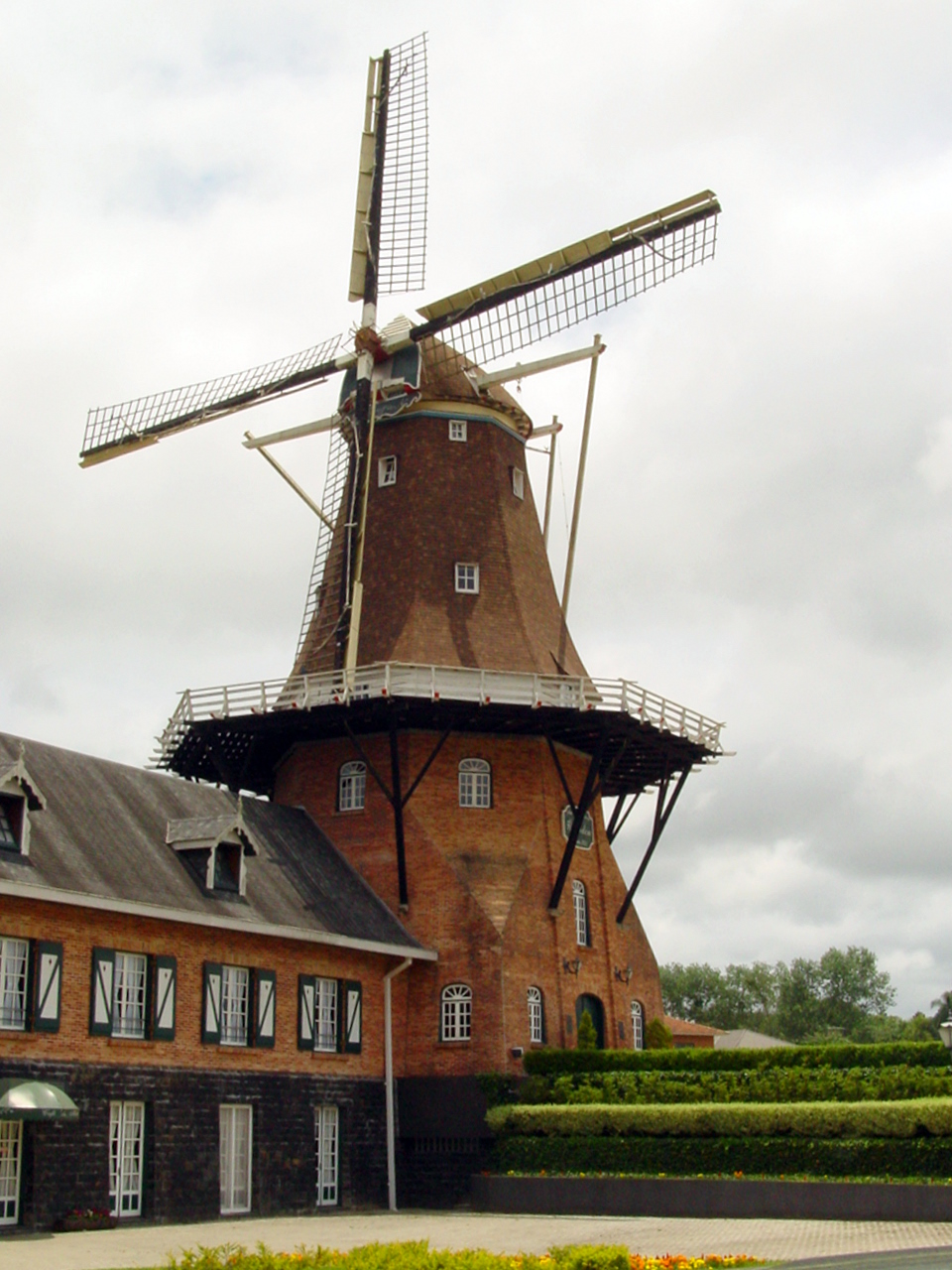
Memorial da Imigração Holandesa em Castro, Paraná, Brasil.

Segundo os dados do CIA World Factbook de 2021, os neerlandeses constituem 77% da população dos Países Baixos.
Os neerlandeses e seus descendentes são encontrados em comunidades migrantes em todo o mundo, principalmente em ilhas caribenhas como Aruba, Saba, São Martinho, Santo Eustáquio e Curaçao, no país sulamericano de Suriname (ex-colônia neerlandesa), na Guiana (país fronteiriço ao Suriname), e em países como Canadá, Austrália, África do Sul, Nova Zelândia e Estados Unidos (descendentes de imigrantes). Estiveram também presentes no Brasil entre os anos de 1624 até 1654, durante o período conhecido no Brasil como as invasões neerladesas. Ainda existem rastros dos neerlandeses na arquitetura e história do Brasil.
Os neerlandeses retornaram ao Brasil a partir do século XIX, quando um grupo de imigrantes neerlandeses estabeleceram-se no estado do Espírito Santo. Os pioneiros foram seguidos por outros grupos de imigrantes neerlandeses que estabeleceram-se principalmente nos estados do Paraná, Rio Grande do Sul e de São Paulo.

## Cultura
A cultura tradicional holandesa engloba vários tipos de comidas típicas, música, danças folclóricas, estilos arquitetônicos e trajes tradicionais. Internacionalmente, pintores holandeses como Rembrandt van Rijn, Vincent van Gogh e Johannes Vermeer são tidos em alta conta.
O humanismo tem fortes raízes na República Holandesa dos séculos 16 ao 18, sendo representado por Erasmo de Roterdã(o) e Hugo Grócio.